# Albert Martí i Galceran
Albert Martí i Galceran (L'Escala, 13 de gener del 1883 - Barcelona, 13 d'octubre del 1947) va ser un músic compositor, conegut per ser un dels més grans intèrprets de tenora.

## Biografia
Aprengué a tocar la tenora -i l'ofici de barber- amb l'avi Xaxu. Als 12 anys ja tocava a la cobla la Principal de l'Escala, i l'any següent entrà a la cobla Els Rossinyols de Castelló d'Empúries. Després d'anar a Barcelona a perfeccionar la seva formació musical amb Emilio Porrini, professor de clarinet a l'Escola Municipal de Música, el 1900 entrà a la cobla La Principal de la Bisbal, i hi romangué vint-i-un anys. Fou reclamat per Joan Lamote per a la Banda Municipal de Barcelona, que creà a posta una plaça de tenora per a ell el 1921. Va fer la darrera actuació amb la Bisbal el 15 de gener del 1922 i tot seguit es traslladà a Barcelona per començar a organitzar amb en Josep Gravalosa una nova cobla, la cobla Barcelona, on Martí n'esdevindria tenora i representant. Aquesta s'estrenà el 30 de març del mateix any al teatre Tívoli, i representà la consolidació de la sardana fora de les seves terres natals de l'Empordà i el Gironès. Durant un període, Martí compaginà la cobla amb les seves actuacions tocant la tenora i el clarinet a la Banda i, més esporàdicament, amb l'Orquestra Simfònica de Barcelona i l'Orquestra Pau Casals. L'any 1929, la cobla Barcelona s'escindí, i Martí fundà la Cobla Barcelona - Albert Martí.
Durant la guerra civil, amb la seva col·lectivitzada cobla acompanyà al front de Madrid l'expedició que el Comissariat de Propaganda de Jaume Miravitlles organitzà per donar ànims als combatents; en aquesta feta, la cobla rebé càlids elogis del general Miaja i del poeta Rafael Alberti. Les seves qualitats com a solista de la tenora es poden apreciar -per bé que els suports són ja molt antics, i la seva qualitat és la de l'època, baixa- en el gran nombre de gravacions que va fer per bé que els enregistraments que en els anys 40 la cobla Albert Martí (nom que adoptà després de la guerra) mostren ja els primers senyals del decandiment causat per la malaltia que se l'enduria. El 1946 encara actuà, tocant la tenora, a l'espectacle de varietats Melodías del Danubio dels Vienesos, amb Artur Kaps i Franz Joham, en un programa que encloïa una Raquel Meller també en hores baixes.
Conegut popularment per l'Albert de la Tenora, en Pau Casals l'anomenà El rei de la tenora (relegant Viladesau a un més modest principat). Diversos compositors l'homenatjaren també dedicant-li sardanes, la majoria obligades de tenora: Josep Casanovas "Paixero" (Onada mansa, anys 10 i La cançó del mariner), Josep Saderra (Amor perdut, 1917 i L'encís de l'estany, 1931), Josep Maria Soler (La mestressa, 1926), Agustí Borgunyó (Esgarrapant les boires, 1929 i Recordant l'Albert, 1947), Font i Palmarola (Aïmada Barcelona, 1945), Damià Rius (Remembrança, 1945), Artur Rimbau (El plor d'una tenora, 1948), Cohí-Grau (A l'Albert Martí), Lluís Albert (Tal com li agradaven, 2007).
Com a compositor fou autor d'algun ballable i d'unes quantes sardanes; les interpretacions que feia de Lina, una d'aquestes, esdevingueren famoses. Martí fou, també, mestre de tenora d'en Pere Mercader i de l'Arcadi Margarit (que l'acabaria substituint a la cobla Albert Martí) i creà la primera acadèmia de música que ensenyava a tocar la tenora i el tible.

## Obres
- Trepidante, foxtrot (1942)
- Trombón romántico, foxtrot (1941)

### Sardanes
- A la meva néta
- Barcelona
- Lina, obligada de tenora, enregistrada per l'Abert Martí en disc "de pedra" (Sant Sebastián: Columbia, 1945 ref. A 5055)
- Manolita
- Nostra dansa
- Regina de Vallfogona, dedicada a l'hotel "Regina", enregistrada per l'Albert Martí en disc "de pedra" (Sant Sebastián: Columbia, 1947 ref. AG 130002)